# Su Nuraxi di Barumini
Su Nuraxi là di tích khảo cổ quan trọng về Nuragic (công trình kiến trúc cổ bằng đá lớn có dạng hình nón) ở Barumini, đảo Sardinia, Ý. Su Nuraxi  trong tiếng Campidan, một biến thể của ngôn ngữ Sardegna có nghĩa là "Nuraghe".
Đây là một khu định cư bao gồm Nuraghe thế kỷ 17 TCN, một pháo đài gồm bốn tháp ở góc với một tháp ở trung tâm, một ngôi làng thế kỷ 13 đến thế kỷ 6 TCN phát triển xung quanh Nuraghe. Nó được coi là ví dụ ấn tượng nhất của nền văn minh Nuragic được UNESCO công nhận là Di sản thế giới từ năm 1997 với tên gọi là Su Nuraxi di Barumini.

## Cấu trúc
Phần lâu nhất của Nuraghe là một tòa tháp trung tâm với ba tầng cao 18,6 mét. Nó được xây dựng bằng các khối đá bazan giữa thế kỷ 17 và 13 TCN. Trong thời đại đồ đồng muộn, bốn tòa tháp được nối với một bức tường có ban công phía trên (không còn tồn tại) được xây dựng xung quanh tòa tháp trung tâm, tất cả đều dẫn đến một sân trong là nơi có một cái giếng.
Chức năng thực sự của Nuraghe vẫn còn được tranh luận. Người phát hiện ra Su Nuraxi là nhà khảo cổ học Giovanni Lilliu, đã xác nhận cách giải thích truyền thống là như một pháo đài. Các nhà khảo cổ khác tin rằng, phần lâu đời nhất của khu phức hợp được dành cho mục đích tôn giáo, nơi ẩn náu, dân sự hoặc thậm chí là nơi hội họp của làng, trong khi các tòa tháp được thêm vào có lẽ nhằm mục đích quân sự và kho chứa.
Một ngôi làng được xây dựng xung quanh Nuraghe có niên đại từ thời kỳ đồ đồng. Số lượng nhà không cụ thể nhưng có lẽ dao động từ 40-200 nhà nên dân cư dự đoán tại đây khoảng từ 100-1000 người. Mỗi ngôi nhà được xây trên địa hình bằng phẳng có cấu trúc hình tròn bằng đá khô lớn trong khi mái bằng gỗ và cành cây. Mặc dù chúng từng được tạo thành một dãy các nhà nhưng sau đó xu hướng phổ biến là xây thành từng các ngôi nhà đơn lẻ. Một số nhà lều có cấu trúc lớn hơn dùng cho các cuộc họp dân và có những biểu tượng của các vị thần được người dân địa phương thờ phụng. Các căn nhà còn lại là nhà xưởng, nhà bếp và xưởng chế biến nông sản. Trong thế kỷ 9 đến 8 TCN, một hệ thống thoát nước được xây dựng, với đường và quảng trường lát đá.
Thế kỷ 6 TCN, các tòa nhà bị phá hủy và sau đó được Carthage cổ đại khôi phục trước khi bị người La Mã chiếm đóng. Cuối cùng, nó hoàn toàn bị bỏ rơi. Nuraghe và ngôi làng được liên kết một cách chiến lược với hệ thống các Nuraghe khác.

## Hình ảnh

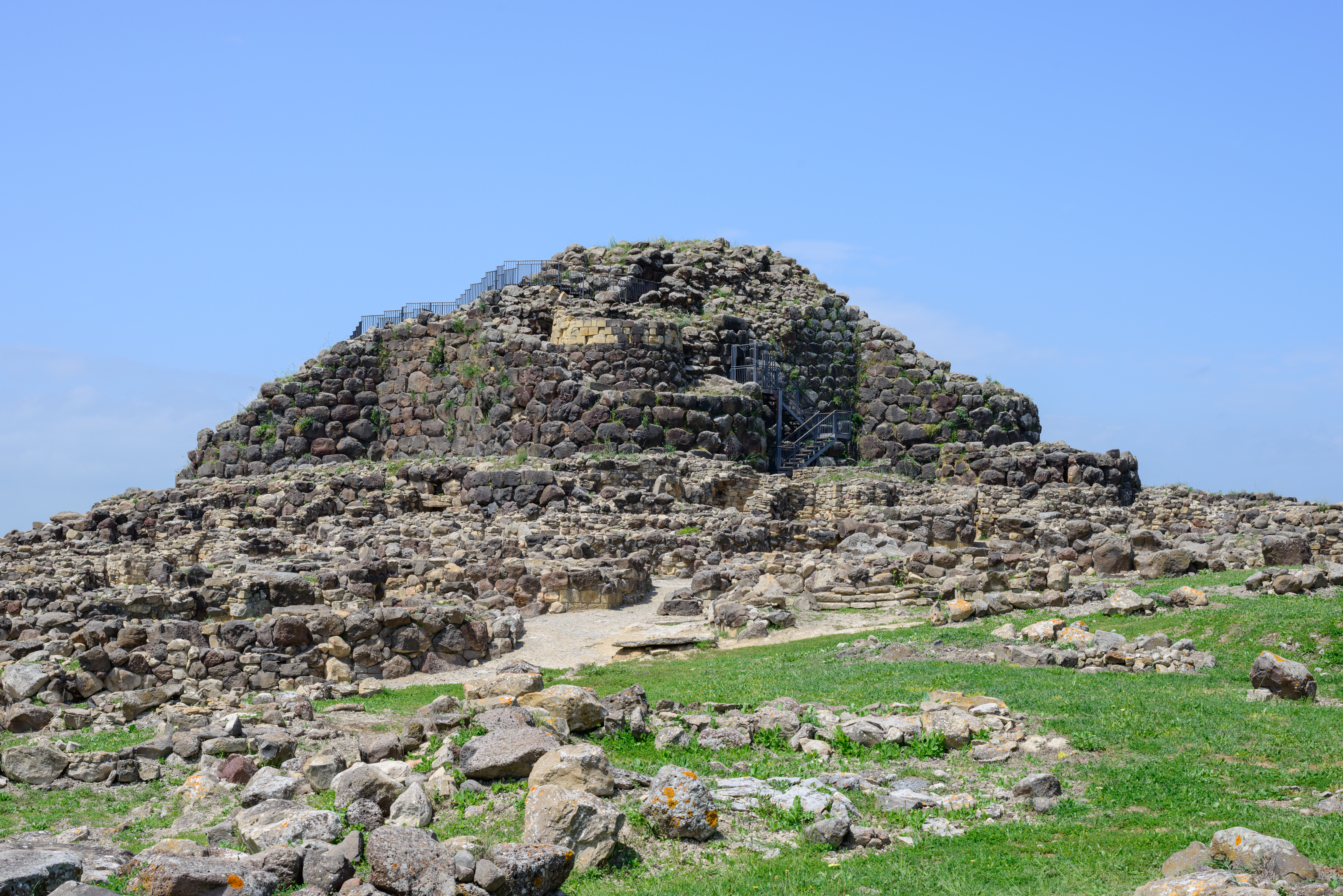
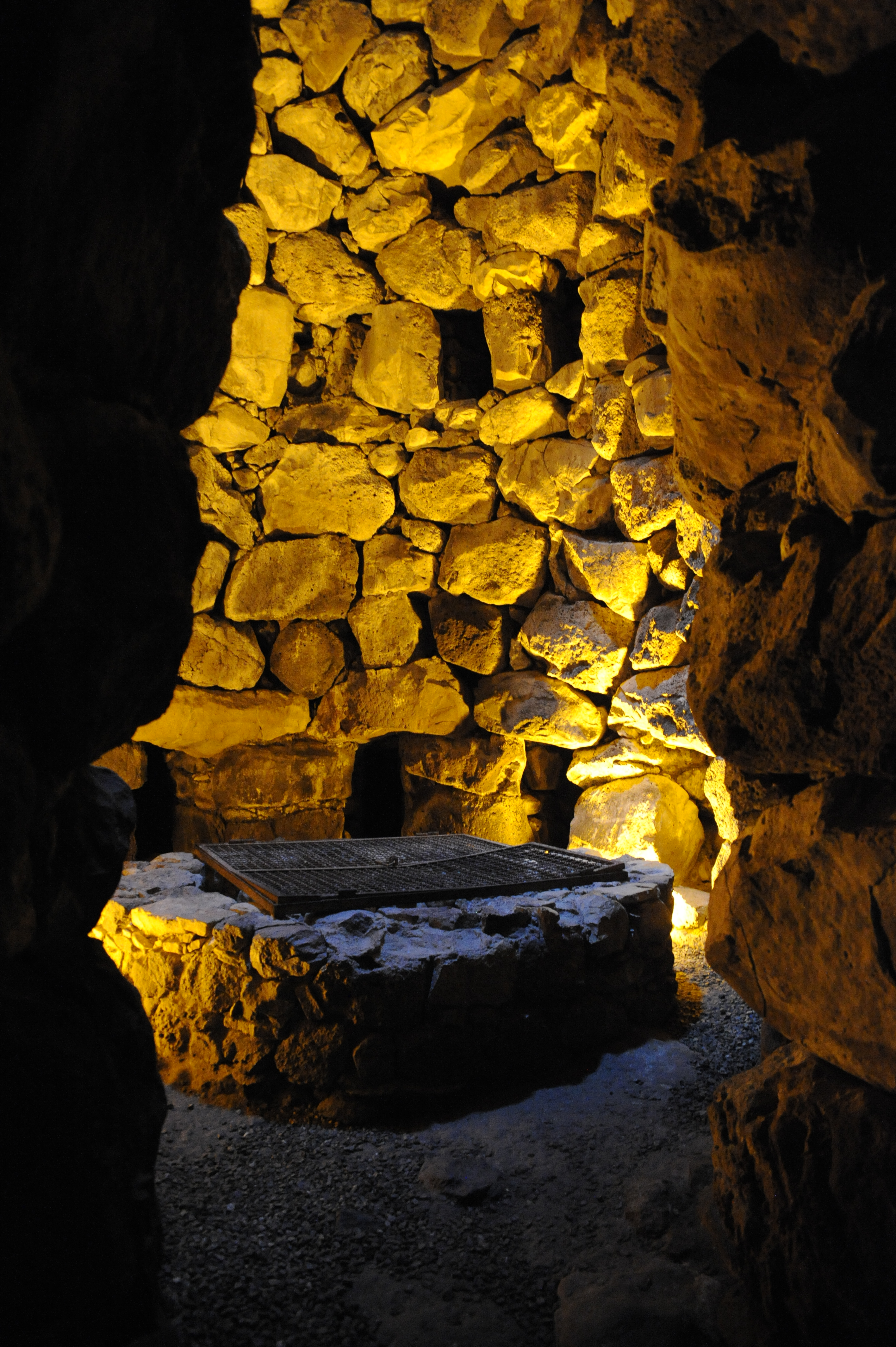
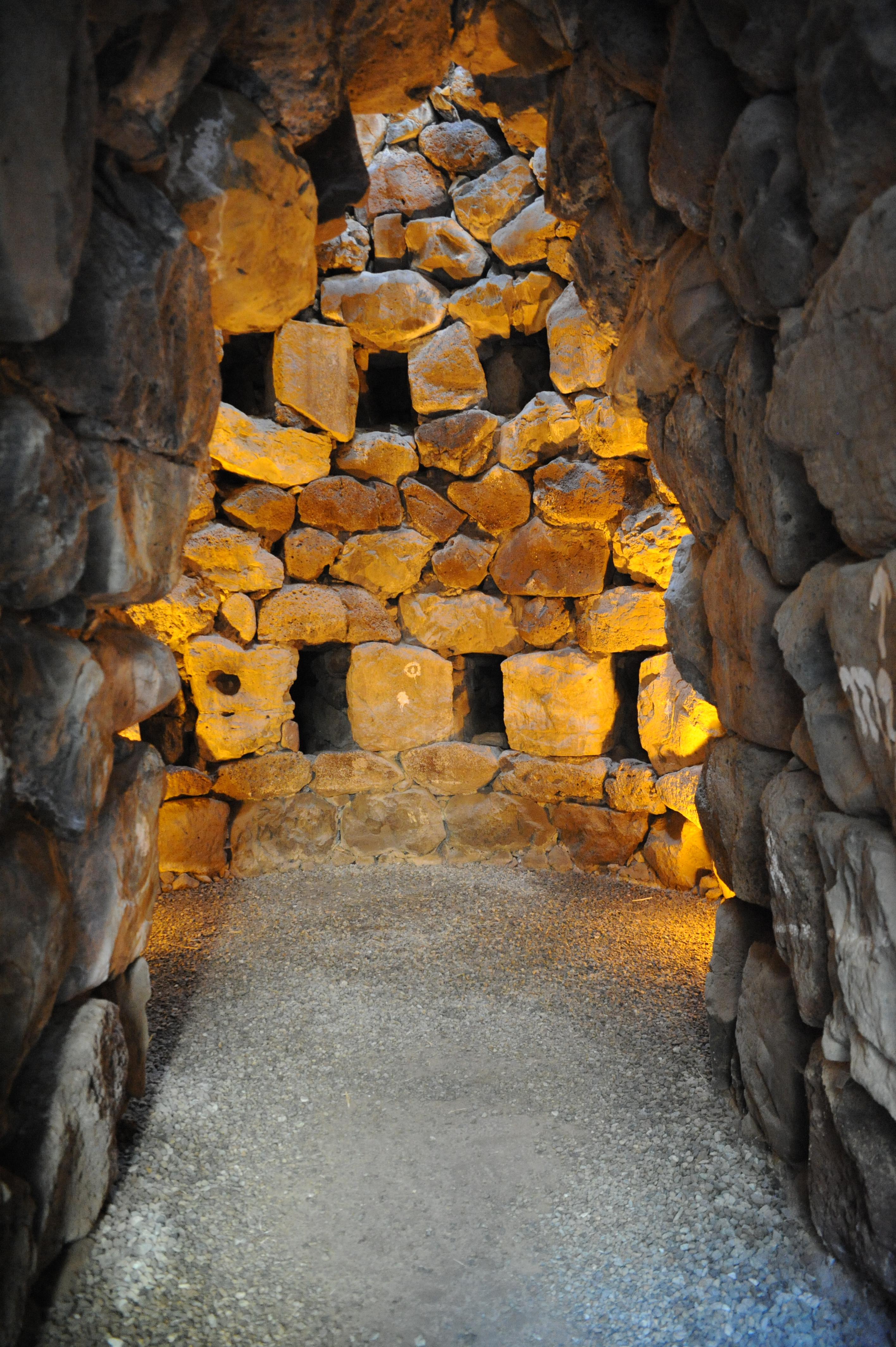
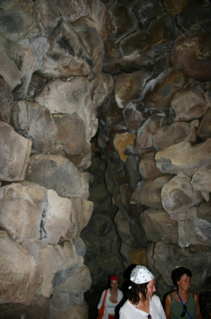
Su Nuraxi, nhìn thấy trên đường từ tháp trung tâm đến tháp phía đông.
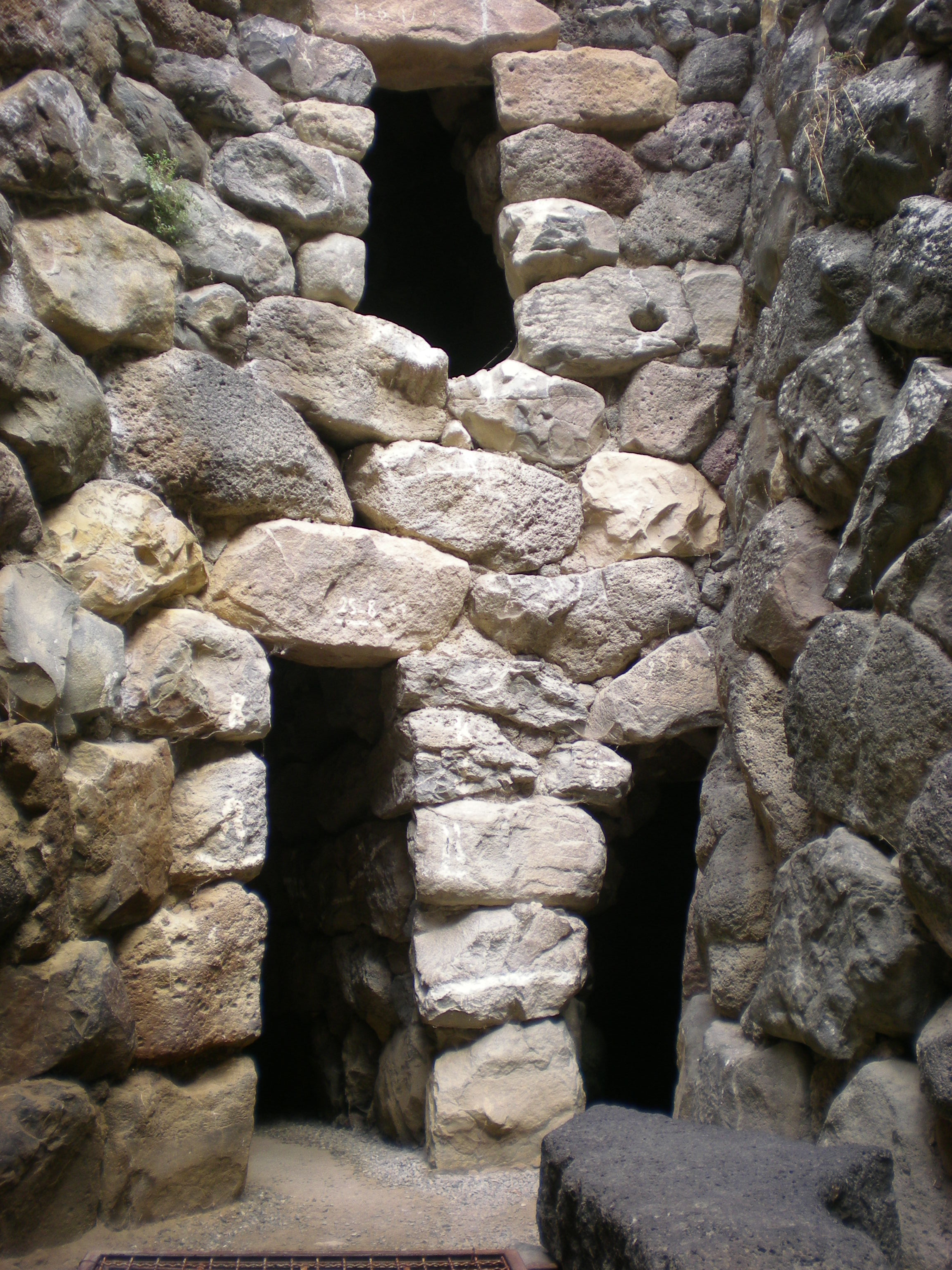
Su Nuraxi. Bên trong tòa tháp trung tâm.